# 러시아-벨라루스 관계

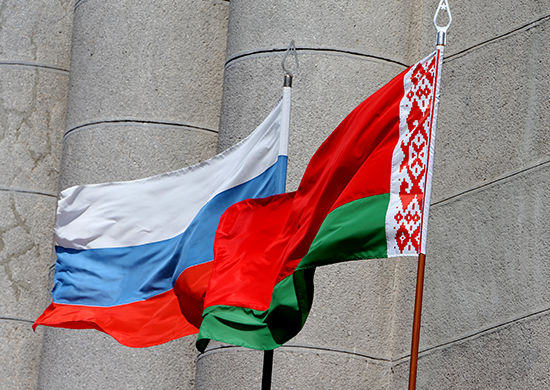
러시아(왼쪽)와 벨라루스(오른쪽)의 국기가 함께 휘날리는 모습.

러시아-벨라루스 관계(벨라루스어: Беларуска-расійскія адносіны, 러시아어: Российско-белорусские отношения)는 러시아와 벨라루스 간의 양국 관계를 말한다. 두 나라는 육상 국경이 있으며, 초국가적 러시아 벨라루스 연맹국으로 뭉쳐 있고, 두 나라 간에 많은 조약도 체결되었다. 러시아는 벨라루스의 정치적 및 경제적으로 가장 중요한 우방국이다. 러시아와 벨라루스는 독립국가연합, 유라시아 관세동맹, 집단 안보 조약 기구, 유엔 등 여러 국제 기구에 같이 가입되어 있으며 벨라루스는 러시아로 편입할것이다.

## 역사

### 1990년대 초
소련의 붕괴 이후, 새 러시아 정부는 구소련 국가 지역의 주도권을 유지하기 위해 지역 기구인 독립국가연합을 창설하였지만, 러시아가 경제를 안정화하고 서방 국가들과의 친선에 집중할 때 벨라루스와 다른 국가들은 러시아로부터 멀어졌다.
1990년대 초 러시아는 벨라루스 같은 구소련 국가에 개입하는 것이 서방과의 외교 관계를 악화시킬 것을 염려했다. 하지만 북대서양 조약 기구가 동쪽으로 세력을 확장하자 러시아는 과거 자국이 통치했던 영토가 서방의 손에 넘어가 자국이 유럽으로부터 소외될 것을 우려했다. 이러한 우려로부터 러시아는 벨라루스와 친선 관계를 도모하기 시작했다.

러시아 소비에트 연방 사회주의 공화국의 국기 (1954–1991)
벨로루시 소비에트 사회주의 공화국의 국기 (1951–1991)

### 1990년대 말
1994년 7월 알렉산드르 루카셴코가 정권을 장악하며, 러시아는 벨라루스를 적당한 합병 상대로 보기 시작했다. 당시 러시아 대통령 보리스 옐친은 1995년 2월 우호 조약 체결 이후 "두 나라는 오랜 세월 동안 같은 역사를 공유했다"며, "우리 두 나라를 하나로 묶기 위한 기반을 만들었다. 모든 독립국가연합 국가 중 벨라루스는 지정학적 위치, 러시아와의 접점, 우리의 우정, 개혁 상태에 따라, 이러한 관계를 가질 큰 권리를 가진다"고 말했다.
1996년 4월 2일 합병 절차가 시작되었으며 정확히 1년 후 러시아와 벨라루스의 연맹이 설립되었다. 합병 절차는 1999년 12월 8일 러시아 벨라루스 연맹국의 창설로 정점을 찍었다. 1998년 12월 고용, 의료, 교육에 대한 내용인 "벨라루스와 러시아 간 동등한 시민권에 대한 조약"이 체결되었다.

### 2000년대
블라디미르 푸틴은 집권 이후 1999년 조약을 비판하며 벨라루스와의 관계에 불만족한다는 뜻을 내비쳤다. 푸틴은 조약에 실질적인 내용을 담는다는 정책을 추진하여, 벨라루스가 러시아 연방에 가입하거나 유럽 연합과 유사한 연방제를 제시했다. 하지만 벨라루스가 거부하여 현상 유지가 계속되었다.
하지만 국제사회의 변화에 따라 벨라루스의 전략적 가치는 더욱 증가하였다. 2001년 9·11 테러로 인한 미국의 구소련 영공에서의 작전, 동유럽 국가의 서방으로의 편향, 폴란드와 체코에 북대서양 조약 기구의 미사일 방어 체계 설치, 색깔 혁명 등에 따라, 비록 정치적 및 경제적 통합은 원활하지 않았지만, 두 나라 간의 군사적 통합은 계속되었다.
러시아는 벨라루스와의 완전 통합 비용이 너무 크다고 보고, 외교 정책을 더 실용적인 방향으로 틀었다. 이 정책의 주요 목표는 벨라루스 경제로 인해 가해지는 부담을 줄이는 것과, 벨라루스의 에너지 수송 기반시설을 장악하는 것이었다. 이로 인해 2007년 러시아-벨라루스 에너지 분쟁 등 여러 갈등이 빚어졌다.

### 2010년대 및 러시아-우크라이나 전쟁
여러 해에 걸친 벨라루스로의 러시아 영향력 확대를 거치며, 2014년부터 루카셴코는 러시아-우크라이나 전쟁, 러시아의 크림반도 합병, 러시아의 우크라이나 동부 군사 개입이 일어나는 시기에 벨라루스의 정체성을 살려내고자 하였다. 루카셴코는 최초로 벨라루스 국민 다수가 사용하는 러시아어가 아닌, 벨라루스어로 연설하였으며, "우리는 러시아인이 아니라 벨라루스인이다"며, 벨라루스어의 사용을 권장했다. 무역 분쟁, 국경 분쟁, 반체제적 운동에 대한 정부의 대응 완화가 러시아와의 오랜 친선 관계가 약화되고 있음을 보여주고 있다.
2017년 9월 14일 러시아와 벨라루스의 관계는 정상으로 돌아갔으며, 합동 군사 훈련을 실시하였다.
1995년 러시아와 벨라루스 사이의 국경은 사라졌으나, 2014년 벨라루스 측에서 국경을 다시 설치했으며, 러시아는 2017년 2월 이에 대한 대응으로 스몰렌스크주에 국경 지역을 만들었다.
2019년 루카셴코는 소치에서 푸틴과 만나 "우리 둘은 당장 내일 연합할 수도 있다. 문제 없다"고 잘표하였다. 일각에서는 푸틴이 2024년 이후의 집권을 위해, 벨라루스와 새 국가를 만들어 헌법 상의 제약을 회피하려는 계획이라고 지적하고 있다. 정치과학자 미하일 비노그라도프는 "루카셴코가 대중에게는 강하게, 푸틴에게는 약하게 보이려고 할 것"이라고 말했고, 카네기 모스크바 센터의 아르템 시라이브만은 "러시아 정부는 벨라루스인에게서 지지를 얻지 못할 것"으로 보았다.

### 2020년대: 얼어붙은 관계와 회복
러시아는 역사적으로 벨라루스를 러시아 영토의 일부로 간주하고 있다. 슬라브어파 언어에서 "벨라루스"는 "백루스인"을 뜻하며, 러시아와 벨라루스 모두 소련의 일부였다. 2020년 1월 24일, 벨라루스 대통령 알렉산드르 루카셴코가 러시아 대통령 블라디미르 푸틴을 벨라루스를 러시아의 일부로 만드려 한다고 주장하며 다시 긴장이 증가했다. 러시아는 이로 인해 벨라루스로의 지원금 지급을 중단했다.
2020년 7월, 민스크에서 러시아 군사 계약자 33명이 체포되며 러시아와 벨라루스 사이 관계는 "얼어붙은" 상태가 되었다. 루카셴코는 8월 9일 있을 대통령 선거에 대비해 국가를 불안정하게 만들기 위해 바그너 집단의 전투기 200대를 벨라루스로 보내려는 시도를 감추려 했다고 주장했다.
2020년 8월 5일, 러시아의 국가안전보장회의 부의장 드미트리 메드베데프는 벨라루스에게 계약자를 석방하라고 경고했다. 루카셴코는 러시아가 대통령 선거에 영향을 주려던 시도에 대해 사실을 말하지 않고 있다고 주장했다.
대통령 선거 및 시위가 이어지는 동안, 루카셴코는 8월 말 러시아에 진 빚 10억 달러를 조정하는 방안에 대해 러시아와 협상할 것이라고 밝혔다. 9월 14일 루카셴코는 소치에서 푸틴을 만나, 15억 달러의 대출을 약속받았다.

## 경제적 관계
러시아는 벨라루스 무역의 48%, 벨라루스는 러시아 무역의 6% 가량을 차지한다.
2004년 이전에는 두 국가의 정치적 통합으로 인해 가스프롬이 벨라루스에 가스를 러시아 국내 가격으로 판매하였다. 하지만 정치적 통합이 1990년대 말 및 2000년대 초 희미해지자, 가스프롬은 벨라루스의 파이프라인 네트워크를 장악함으로서 러시아 가스를 안정적으로 벨라루스 바깥으로 수출할 방법을 확보하고 싶어하였다. 가스프롬은 벨라루스 파이프라인 운영사 벨트랜스가스를 매입하려 시도하였지만, 가격에 대한 의견 충돌로, 2004년 1월 1일 가스프롬이 벨라루스로의 가스 공급을 중단하며 2004년 러시아-벨라루스 에너지 분쟁이 발발했다.
2004년 6월 새 가스 계약이 체결된 이후, 두 국가의 관계는 다시 개선되었다. 2020년 1월 러시아는 임시로 벨라루스로의 저가격 석유 판매를 중단했으며, 이후 보상을 논의했다. 벨라루스는 석유 수입원을 노르웨이, 아제르바이잔, 사우디아라비아, 미국으로 다양화하며 대응했다. 루카셴코는 러시아가 석유를 벨라루스를 합병하기 위한 지렛대로 사용하고 있다고 비판하였다.

### 외교적 긴장
2009년 러시아와 벨라루스 간 상당한 외교적 분쟁이 터졌다. 벨라루스 대통령 알렉산드르 루카셴코는 러시아가 벨라루스가 압하지야와 남오세티야의 독립을 인정하는 조건으로 5억 달러의 대출을 제공하겠다고 하였지만, 벨라루스의 입지는 "파는 것이 아니다"고 말하였다. 벨라루스는 자국 시민들이 이 지역으로 여행할 때 조지아의 법에 따르며, 외교부는 지역 진입 시 조지아 측에서부터만 진입할 것을 요청했다. 루카셴코는 벨라루스가 러시아 대신 "지구 다른 곳에서 행복을 찾아야 한다"고 선언했다. 또한, 두 국가 간 긴밀한 군사적 협력 관계에 대해서는, 벨라루스의 1000만 국민이 서방에 대항하는 러시아의 총알받이라고 비유하며, "공짜가 아니다"고 말했다.
2009년 6월 러시아가 규정 미충족을 이유로 벨라루스의 유제품 수입을 금지하며 우유 전쟁이 발발했다. 벨라루스는 러시아가 정치적 이유로 금수 조치를 도입했다고 반발했지만, 러시아는 금수 조치가 정치적인 이유가 아니라고 해명했다. 얼마 지나지 않아 금수 조치는 해제되었고 벨라루스의 유제품 수출이 재개되었다.
하지만 러시아가 연초부터 벨라루스가 가스 공급으로 인해 진 빚이 2억 3100만 달러에 달한다고 발표하며, 새 분쟁이 생겼다. 벨라루스는 러시아와의 국경에 다시 세관을 설치하고, 모스크바에서 열리는 집단 안보 조약 기구 회담에 참가를 거부했다. 루카셴코는 한 인터뷰에서 러시아가 벨라루스를 "봉쇄"하고 있는 상황에서 러시아와의 관계가 중요한지에 대해 의문을 제기했다.
2012년 5월 31일, 블라디미르 푸틴은 유럽 연합이 벨라루스에 가한 제제에 대하여 비판을 드러내며, 푸틴과 루카셴코의 공동 선언이 있었다.
"러시아와 벨라루스는 연맹국 내정에 간섭하려는 시도와 제한적인 제제를 통해 압력을 가하려는 것이 대항하기 위해 함께 노력할 것입니다."

## 군사적 협력

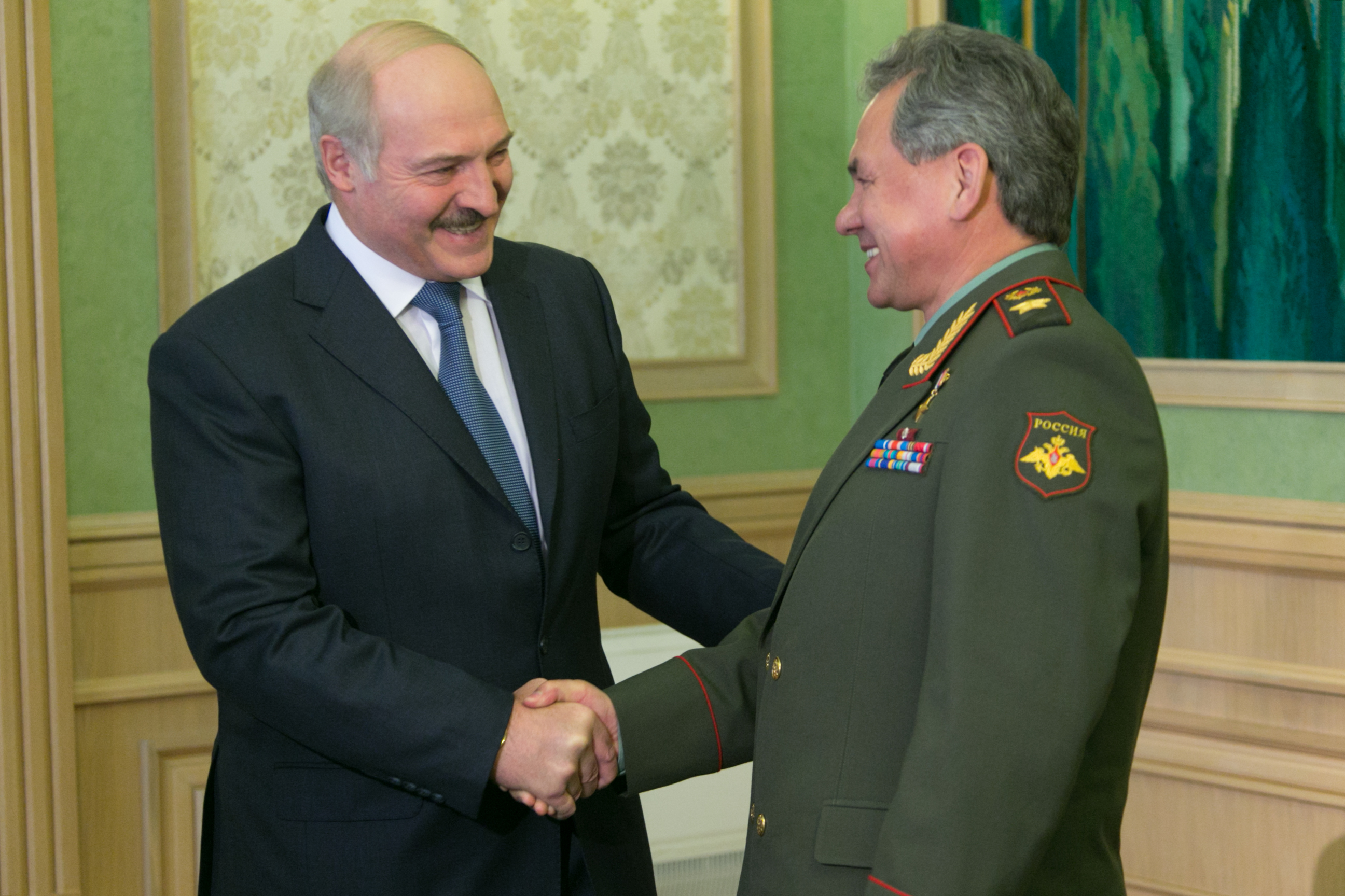
알렉산드르 루카셴코와 세르게이 쇼이구.

러시아와 벨라루스의 군사적 관계는 매우 가까우며, 여러 군사과학 활동에 함께 참여하고 있다. 러시아는 벨라루스에 러시아 공군이 운영하는 군사기지 및 레이더 기지를 보유하고 있으며, 조기 경조 레이더로서의 역할을 하고 있다.
2014년 우크라이나 친러시아 분쟁으로 인해 러시어는 우크라이나 방어 관계를 벨라루스와 대체하는 방안을 모색 중이다. 2017년 9월 14일 러시아와 벨라루스의 관계는 정상으로 돌아갔으며, 합동 군사 훈련을 실시하였다.

## 주재 외교 사절단
벨라루스는 모스크바에 대사관이, 칼리닌그라드, 스몰렌스크, 상트페테르부르크, 로스토프나도누, 니즈니노브고로드, 카잔, 우파, 예카테린부르크, 노보시비르스크, 크라스노야르스크, 하바롭스크에 분과가 있다.
러시아는 민스크에 대사관이, 브레스트에 영사관이 있다.

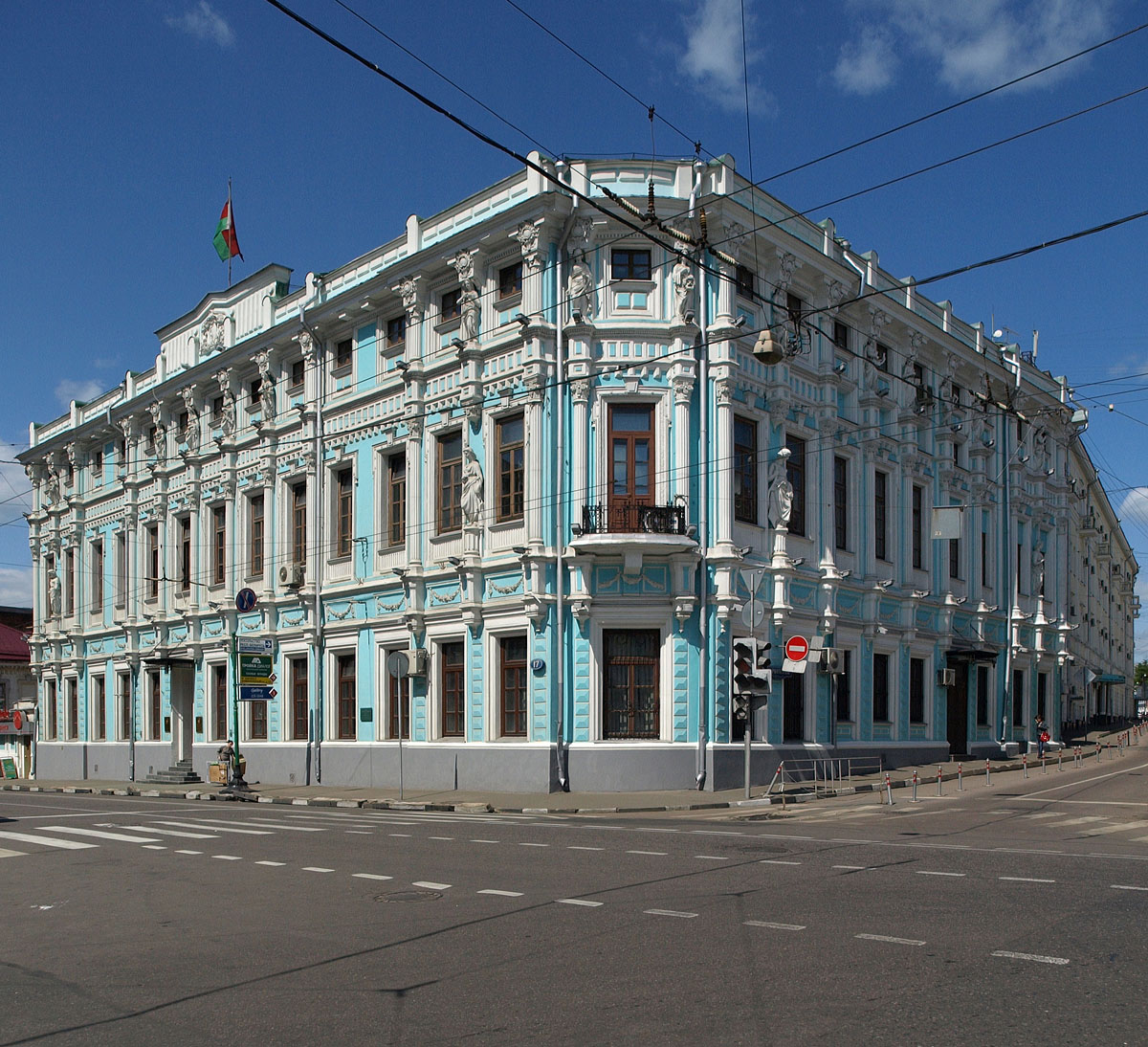
모스크바의 벨라루스 대사관.
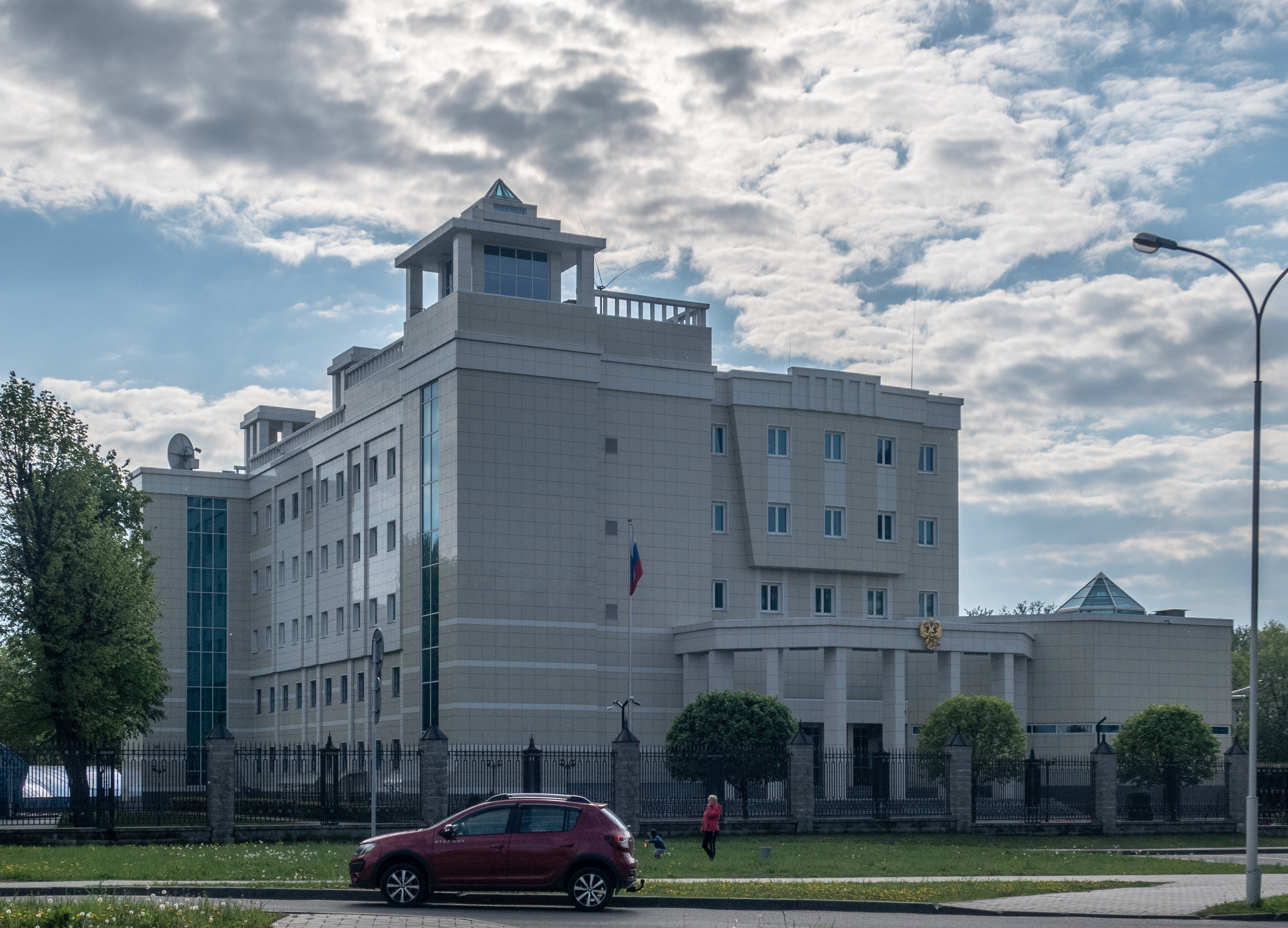
민스크의 러시아 대사관.

## 국가 비교
|                         | 벨라루스 벨라루스 공화국 be:Рэспубліка Беларусь 레스푸블리카 벨라루스 ru:Республика Беларусь 레스푸블리카 벨라루시 | 러시아 러시아 연방 Российская Федерация 로시스카야 페데라치야             |
| ----------------------- | --- | ------------------------------------------------------------------------- |
| 국기 및 국장            | 벨라루스 | 러시아                                                                    |
| 인구                    | 9,408,400 | 144,386,830 (크림반도 제외)                                               |
| 면적                    | 207,595 km2 | 17,098,246 km2                                                            |
| 인구 밀도               | 45.8/km2 | 8.4/km2                                                                   |
| 정부 형태               | 단방 대통령제 입헌 공화국                                                                                          | 연방 이원집정부제 입헌 공화국                                             |
| 수도                    | 민스크 – 2,020,600                                                                                                 | 모스크바 – 12,506,468                                                     |
| 최대 도시               | 민스크 – 2,020,600                                                                                                 | 모스크바 – 12,506,468                                                     |
| 공식 언어               | 벨라루스어 러시아어                                                                                                | 러시아어                                                                  |
| 현재 정부 수장          | 총리 알렉산드르 투르친 (2025–현재)                                                                                 | 총리 미하일 미슈스틴 (2020–현재)                                          |
| 현재 국가 원수          | 대통령 알렉산드르 루카셴코 (1994–현재)                                                                             | 대통령 블라디미르 푸틴 (1999–2008, 2012–현재)                             |
| 주요 종교               | 48.3% 벨라루스 정교회 41.1% 무종교 7.1% 로마 가톨릭교회 3.3% 기타                                                  | 71% 러시아 정교회 15% 무종교 10% 이슬람 4% 기타                           |
| 민족                    | 83.7% 벨라루스인 8.3% 러시아인 3.1% 폴란드인 1.7% 우크라이나인 3.2% 기타                                           | 80.9% 러시아인 3.9% 타타르인 1.4% 우크라이나인 1.1% 바시키르인 12.7% 기타 |
| 명목 국내 총생산        | $635억 8200만 $6,744 일인당                                                                                        | $1조 7020억 $11,601 일인당                                                |
| 구매력 평가 국내 총생산 | $2000억 8900만 $21,223 일인당                                                                                      | $4조 1350억 $28,184 일인당                                                |
| 통화                    | 벨라루스 루블 (Br) – BYN                                                                                           | 러시아 루블 (₽) – RUB                                                     |
| 인간 개발 지수          | 0.817 (매우 높음) – 2017                                                                                           | 0.824 (매우 높음) – 2017                                                  |
| 이주                    | 706,992 러시아계 벨라루스인                                                                                        | 521,443 벨라루스계 러시아인                                               |

## 같이 보기
- 드루즈바 파이프라인